# Richard Reschika
Richard Reschika (* 1962 in Kronstadt) ist ein deutscher Autor und Übersetzer rumänischer Herkunft.

## Werdegang
Richard Reschika studierte in Freiburg i.Br. und Heidelberg Germanistik, Kunstgeschichte und Philosophie. 1989/90 war er als Kustos des Friedrich-Nietzsche-Museums in Sils-Maria/Schweiz tätig. Im Jahre 1990 promovierte er über die Spätlyrik Paul Celans. Nach mehreren Jahren Arbeit als Lektor in verschiedenen Verlagen in der Schweiz und in Deutschland (u. a. Herder Verlag, Freiburg) betätigt er sich seit 1995 als freier Lektor, Autor und Übersetzer aus dem Rumänischen und Englischen. Bedeutende Publikationen u. a. über Mircea Eliade, Emil Cioran und Friedrich Nietzsche, des Weiteren Bücher zu Religion, Spiritualität und Mystik. Zahlreiche Radioessays für den SWR 2 Kultur, Baden-Baden, und Romanübersetzungen aus dem Rumänischen (Insel/Suhrkamp), sowie Sachbücher aus dem Englischen.

## Werke (Auswahl)
- Literatur von und über Richard Reschika im Katalog der Deutschen Nationalbibliothek

### Bücher
Buchpublikationen in deutscher Sprache
- Poesie und Apokalypse. Paul Celans „Jerusalem-Gedichte“ aus dem Nachlassband „Zeitgehöft“, Centaurus-Verlagsgesellschaft, Pfaffenweiler 1991. ISBN 3-89085-571-7
- E.M. Cioran zur Einführung, Monographie, Junius Verlag, Hamburg 1995. ISBN 3-88506-906-7
- Mircea Eliade zur Einführung, Monographie, Junius Verlag, Hamburg 1997. ISBN 3-88506-960-1
- Wie viele Engel können auf einer Nadelspitze tanzen? Alles, was Sie über Religion noch nicht wissen, Diederichs Verlag, Kreuzlingen/München 2008. ISBN 978-3-7205-3065-1
- Theologie der Zärtlichkeit. Von der Liebe Gottes, Vier-Türme-Verlag, Münsterschwarzach 2009. ISBN 978-3-89680-414-3
- Das Versprechen der Ekstase. Eine philosophische Reise durch das erotische Werk von Georges Bataille und Julius Evola, Projektverlag, Bochum/Freiburg 2011. ISBN 978-3-89733-233-1
- Christentum. 50 Fragen – 50 Antworten, Gütersloher Verlagshaus, Gütersloh 2011. ISBN 978-3-579-06554-0
- Epiphanien der Schönheit. Nicolás Gómez Dávilas axiologische Kunstästhetik, Mit sechzehn Farbtafeln, Arnshaugk Verlag, Neustadt an der Orla 2022. ISBN 978-3-95930-257-9
- Goldgrund der Welt. Ernst Jüngers poetische Metaphysik, Zweite, überarbeitete, aktualisierte und erweiterte Auflage, Arnshaugk Verlag, Neustadt an der Orla 2023. ISBN 978-3-95930-263-0
- Vermeer und Hammershoi. Meister der Malerei im Licht der Philosophie, Mit sechzehn Farbtafeln, Arnshaugk Verlag, Neustadt an der Orla 2023. ISBN 978-3-95930-273-9

Buchpublikationen in rumänischer Sprache
- Introducere în opera lui Emil Cioran, Traducere de Viorica Nișcov, Editura Saeculum I.O., București 1998. ISBN 973-9211-84-1
- Introducere în opera lui Mircea Eliade, Traducere de Viorica Nișcov, Editura Saeculum I.O., București 2000. ISBN 973-9399-40-1
- Apocaliptica în creația lui Paul Celan, Traducere studiului, selecția poemelor și postfață de Andrei Zanca, Editura Paralela 45 Pitești/Brașov/București/Cluj-Napoca 2000. ISBN 973-593-137-0
- Trei eretici ai gândirii: La Mettrie, Ludwig Klages, Max Stirner, Traducere şi postfață de Andrei Zanca, Editura Grinta, Cluj-Napoca 2008. ISBN 978-973-126-072-3

## Aufsätze
- Die Arche Noah des Heiligen, in: Der blaue Reiter, Journal für Philosophie, Nr. 10 Götter, Omega Verlag, Stuttgart 1999, S. 11–13. ISBN 3-933722-00-4
- Die Apokalyptik in der Dichtung Paul Celans, in: Apokalypse, Vortragsreihe zum Ende des Jahrtausends, Evangelische Akademie Loccum, Loccumer Protokolle 31/99, Herausgeber Wolfgang Vögele und Richard Schenk, Loccum 2000, S. 19–47. ISBN 3-8172-3199-7
- „Der Einzige und sein Eigentum“ – Max Stirners Philosophie des Egoismus, in: Der blaue Reiter, Journal für Philosophie, Nr. 11 Geld, Omega Verlag, Stuttgart 2000, S. 74–78. ISBN 3-933722-01-2
- Taghelle Mystik – Robert Musils Suche nach dem anderen Zustand, in: Gnostika, Zeitschrift für Wissenschaft und Esoterik, 8. Jahrgang, Heftnummer 27, Juni 2004, S. 48–58. ISSN 1434-7628
- Der tödliche Pfeil – Ludwig Klages’ Kultur- und Zivilisationskritik, in: Natur und Kultur. Transdisziplinäre Zeitschrift für
- Das Geheimnis des Begehrens. Liebe, Gewalt und Pornografie bei Georges Bataille, in: Der blaue Reiter, Journal für Philosophie, Nr. 42 Liebe, Der blaue Reiter, Verlag für Philosophie, Hannover 2018, S. 13–17. ISBN 978-3-933722-55-3.
- „Der Geist erhebt nicht, sondern zerfleischt.“ - E. M. Ciorans Klages-Rezeption, in: Synthesis philosophica, Vol. 38 No. 1, Zagreb 2023, S. 61–83. https://hrcak.srce.hr/en/file/444989

### Übersetzungen
Übersetzungen aus dem Rumänischen
- Mircea Eliade, Die Hooligans, Roman, Herder Verlag, Freiburg/Basel/Wien 1993. ISBN 3-451-22965-X
- Mircea Eliade, Der besessene Bibliothekar, Roman, Insel Verlag, Frankfurt/M. 1995. ISBN 3-458-16719-6 (als Taschenbuch in der Phantastischen Bibliothek des Suhrkamp Verlags, Frankfurt/M. 1998. ISBN 3-518-39328-6).

Übersetzungen aus dem Englischen/Amerikanischen
- Rabindranath Tagore, Das Herz Gottes. Gebete, Verlag Hermann Bauer, Freiburg 1999. ISBN 3-7626-0724-9
- Gendün Chöpel, Die tibetische Liebeskunst. Eros, Ekstase und spirituelle Heilung, Hans-Nietsch-Verlag, Freiburg 2006. ISBN 3-934647-97-9
- Louis Cozolino, Bindungsorientierter Unterricht. Wie eine Schulklasse zu einer Stammesgemeinschaft zusammenwächst, Arbor Verlag, Freiburg im Breisgau 2016. ISBN 978-3-86781-160-6
- Louis Cozolino, Warum Psychotherapie wirkt. Mit unserem Geist das Gehirn verändern, Arbor Verlag, Freiburg im Breisgau 2017. ISBN 978-3-86781-180-4
- Daniel Siegel, MIND. Eine Reise ins Herz des Menschseins, Arbor Verlag, Freiburg im Breisgau 2017. ISBN 978-3-86781-185-9
- Daniel Siegel, Gewahr sein. Was es heißt, präsent zu sein. Die Grundlagen einer wissenschaftlich fundierten Meditationspraxis, Arbor Verlag, Freiburg im Breisgau 2020. ISBN 978-3-86781-237-5